# Folkeoplysning
 Denne artikel omhandler overvejende eller alene danske forhold. Hjælp gerne med at gøre artiklen mere almen.
Folkeoplysning har sit ideologiske udspring fra blandt andet N.F.S. Grundtvig, der igennem meget af sit virke – ikke mindst ved inspirationen til oprettelsen af folkehøjskolerne – søgte at oplyse den almindelige dansker, så denne kunne blive en vidende og aktiv deltager i samfundet. Dette er stadig folkeoplysningens formål.
I dag er folkeoplysningen delt i to kategorier: den folkeoplysende voksenundervisning (aftenskoler, højskoler etc.) og det frivillige folkeoplysende foreningsarbejde (spejdere, idrætsforeninger, kirkelige og politiske foreninger etc.)
De folkeoplysende foreninger modtager støtte fra kommunen efter Folkeoplysningsloven. Det er en betingelse for at kunne modtage tilskud, at foreningen er ikke-kommerciel og demokratisk styret. Men der er ganske vidde rammer for, hvilket formål foreningen kan arbejde efter.
I den danske finanslov for 2024 var der via Kulturministeriet afsat omkring 900 millioner kroner til folkeoplysning, heraf omkring 786 millioner kroner til folkehøjskolerne.
Folkeoplysningen i Danmark varetages af en lang række forskellige foreninger og organisationer, hvor størstedelen er organiseret i en af de fire paraplyorganisationer: Dansk Ungdoms Fællesråd, Danmarks Idrætsforbund, DGI og Dansk Folkeoplysnings Samråd.

## Eksterne links
1. ↑  Retsinformation
2. ↑  Finanslov for finansåret 2024: Tekst og anmærkninger, København: Finansministeriet, 27. februar 2024, s. 2583, Wikidata  Q125599312

- Videncenter for Folkeoplysning Arkiveret 23. april 2014 hos  Wayback Machine
- Folkeoplysningsloven